# Hafenbahn Worms
| Lok 1: Denkmallokomotive der Hafenbahn |                            |                                            |                                            |
| Streckennummer (DB): | 3574                       |                                            |                                            |
| Streckenlänge: | Gleisnetz 21,4 km          |                                            |                                            |
| Spurweite: | 1435 mm (Normalspur)       |                                            |                                            |
| Streckenklasse: | D4, B2 (Gleise 1, 6 und 7) |                                            |                                            |
| Maximale Neigung: | 12,5 ‰ (DB-Gleis 236), 6 ‰ |                                            |                                            |
| Minimaler Radius: | 100 m                      |                                            |                                            |
| Streckengeschwindigkeit: | 15 km/h                    |                                            |                                            |
| |                            |                                            |                                            |
| \| \| \| Rbez Nord \| \| \| \| 1,0778 \| Worms Einmündung (Bft von Worms Hbf) \| Worms Einmündung (Bft von Worms Hbf) \| \| \| \| Hafenstraße \| \| \| \| \| Nibelungenbahn Worms–Biblis/Bensheim \| \| \| \| 2,4904 \| Grenze DB Netz / Hafenbetriebe Worms \| Grenze DB Netz / Hafenbetriebe Worms \| \| \| \| \| \| \| \| \| von Worms Hbf (bis 1900) \| \| \| \| \| Rbez Mitte (Handelshafen) \| \| \| \| \| Stammgleis in die Vangionenstraße \| \| \| \| \| Containerterminal Worms (Rhenania Worms) \| \| \| \| \| Am Rhein \| \| \| \| \| \| \| \| \| \| Worms Hafenbahnhof (bis 1900; zum Trajekt) \| \| \| \| \| Rheinstraße \| \| \| \| \| B 47 Nibelungenbrücke \| \| \| \| \| Floßhafenstraße \| \| \| \| \| Rbez Süd (Floßhafen) \| \| \| \| \| Buschbahn in den Oberen Busch \| \| |                            |                                            |                                            |
| Betriebs-/Güterbahnhof Streckenanfang |                            | Rbez Nord                                  | Rbez Nord                                  |
| Abzweig nach rechts und von rechts · Strecke | 1,0778                     | Worms Einmündung (Bft von Worms Hbf)       | Worms Einmündung (Bft von Worms Hbf)       |
| Bahnübergang · Strecke |                            | Hafenstraße                                | Hafenstraße                                |
| Kreuzung geradeaus unten · Kreuzung geradeaus unten |                            | Nibelungenbahn Worms–Biblis/Bensheim       | Nibelungenbahn Worms–Biblis/Bensheim       |
| Wechsel des Eisenbahninfrastrukturunternehmens · Strecke | 2,4904                     | Grenze DB Netz / Hafenbetriebe Worms       | Grenze DB Netz / Hafenbetriebe Worms       |
| Strecke nach links · Abzweig geradeaus und von rechts |                            |                                            |                                            |
| Abzweig geradeaus und ehemals von rechts |                            | von Worms Hbf (bis 1900)                   | von Worms Hbf (bis 1900)                   |
| Dienststation / Betriebs- oder Güterbahnhof |                            | Rbez Mitte (Handelshafen)                  | Rbez Mitte (Handelshafen)                  |
| Abzweig geradeaus und ehemals nach rechts |                            | Stammgleis in die Vangionenstraße          | Stammgleis in die Vangionenstraße          |
| Strecke · Betriebs-/Güterbahnhof Streckenanfang |                            | Containerterminal Worms (Rhenania Worms)   | Containerterminal Worms (Rhenania Worms)   |
| Bahnübergang · Bahnübergang |                            | Am Rhein                                   | Am Rhein                                   |
| Abzweig geradeaus und von links · Strecke nach rechts |                            |                                            |                                            |
| Abzweig geradeaus und ehemals nach links · Kopfbahnhof Streckenende und quer (Strecke außer Betrieb) |                            | Worms Hafenbahnhof (bis 1900; zum Trajekt) | Worms Hafenbahnhof (bis 1900; zum Trajekt) |
| Bahnübergang |                            | Rheinstraße                                | Rheinstraße                                |
| Strecke mit Straßenbrücke |                            | B 47 Nibelungenbrücke                      | B 47 Nibelungenbrücke                      |
| Bahnübergang |                            | Floßhafenstraße                            | Floßhafenstraße                            |
| Betriebs-/Güterbahnhof Strecke ab hier außer Betrieb |                            | Rbez Süd (Floßhafen)                       | Rbez Süd (Floßhafen)                       |
| |                            | Buschbahn in den Oberen Busch              |                                            |

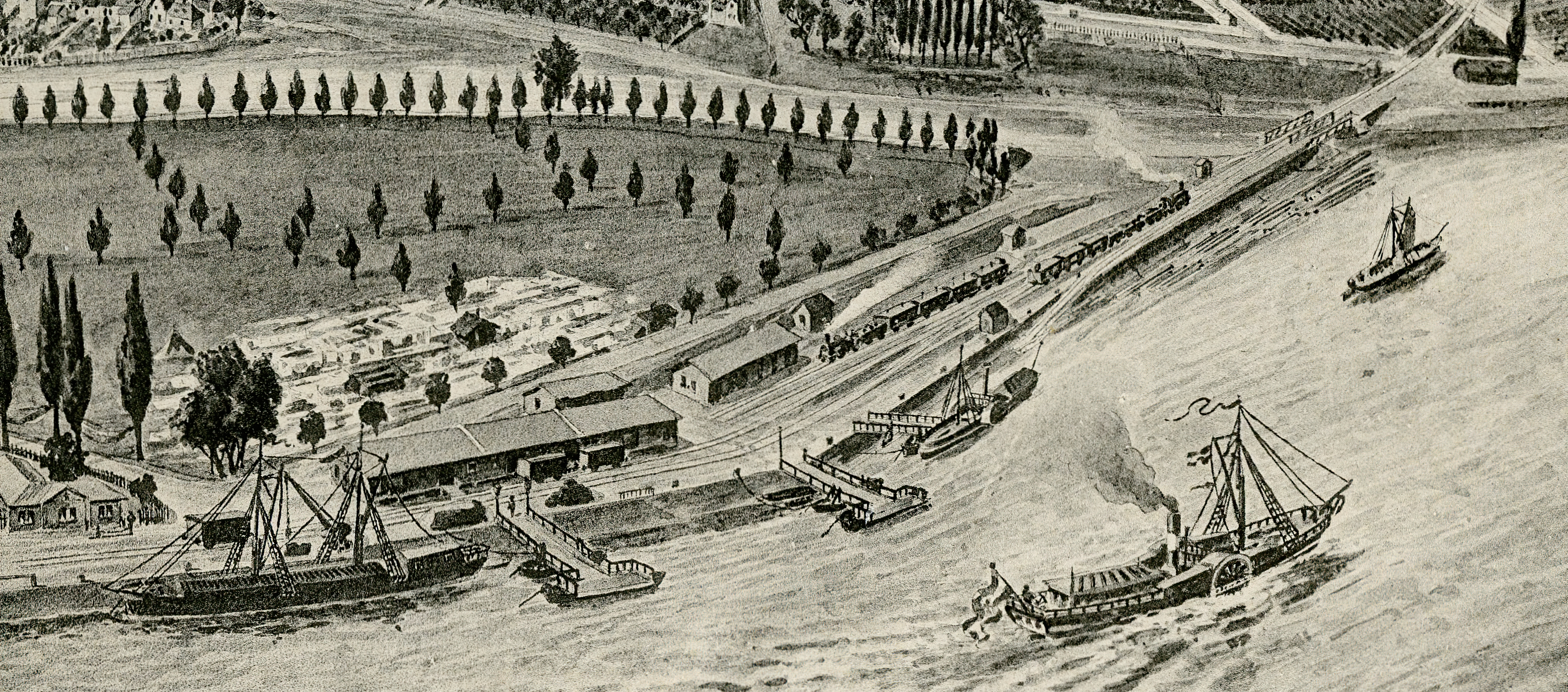
Hafenbahnhof 1888

Stadtplan von 1897 (Ausschnitt): Oben der Hafenbahnhof von Worms, unten der Bahnhof Rosengarten

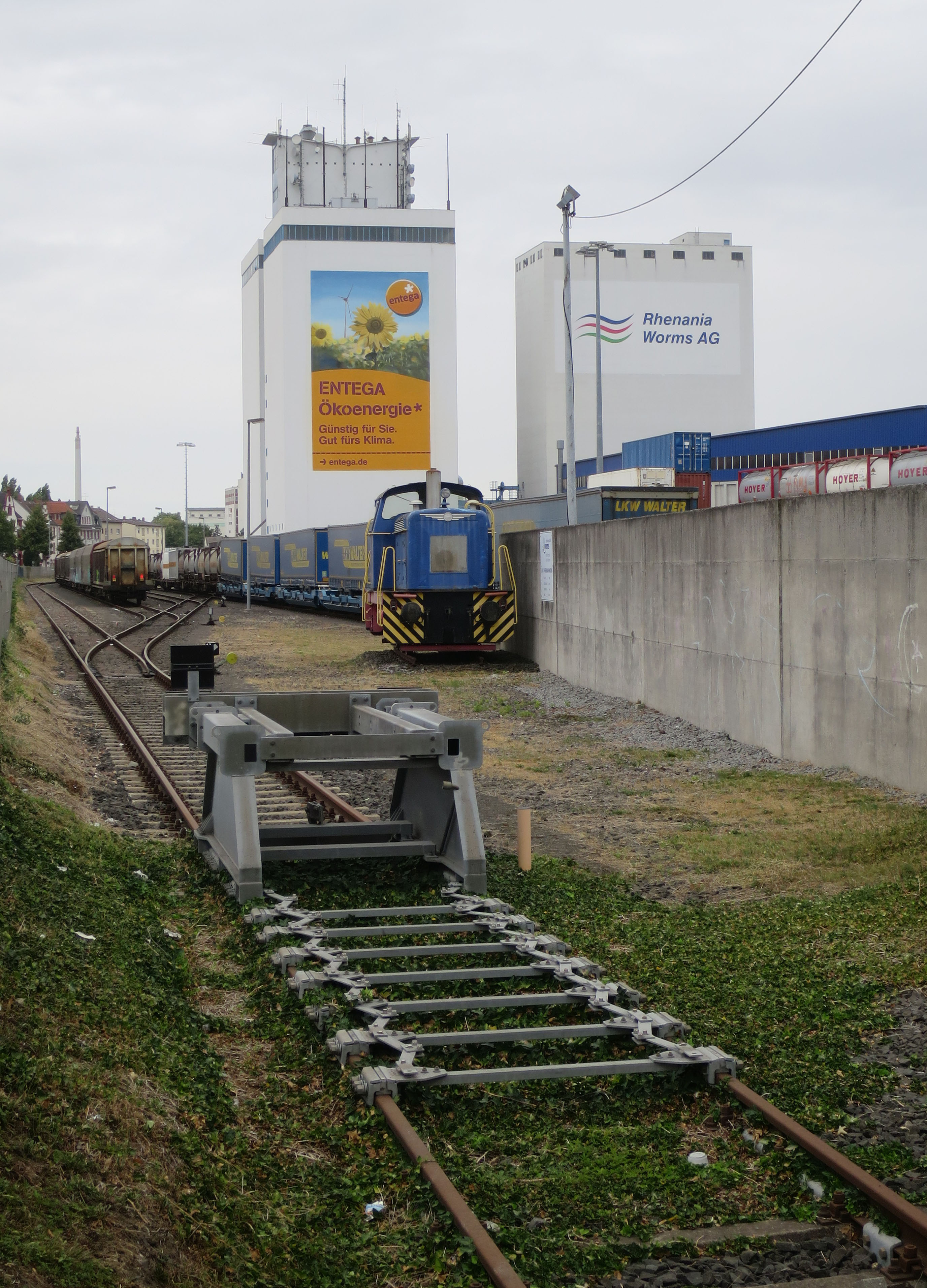
Ende des westlichen Gleisstranges der Hafenbahn. Mitte: Denkmallokomotive Lok 1

Die Hafenbahn Worms ist eine Güteranschlussbahn im Wormser Hafen. Die Strecke verläuft heute von der Mündung der Pfrimm in den Rhein bis zur Bitumina. Einstmals führte sie von der Pfrimm im Norden über die Buschbahn, die südliche Verlängerung der Hafenbahn, zu den Fabriken am Oberen Busch, die östlich des Nonnenhofs am Rheinufer lagen.

## Geschichte

### Bau
1868 schlossen die Stadt Worms und die Hessische Ludwigsbahn einen Vertrag über den Bau eines Anschlussgleises zwischen dem Wormser Hauptbahnhof und dem – damals noch sehr kleinen – Wormser Rheinhafen. 1871 ging die Anlage in Betrieb. Sie endete zunächst im Hafenbahnhof. Die Strecke hatte eine Länge von 2375 m. Verkehr, der an dem 1869 in Betrieb genommenen Bahnhof Rosengarten am rechten Ufer des Flusses ankam, hatte so nun an beiden gegenüberliegenden Rheinufern Eisenbahnanschluss, der von dem Trajekt Worms-Rosengarten vermittelt wurde, das gleichzeitig in Betrieb ging. Parallel bestand für Reisende eine Fährverbindung. Der Hafenbahnhof und der Bahnhof Worms (heute: Worms Hauptbahnhof) waren mit Personenzügen verbunden. Bereits 1872 wurde die Strecke im Hafenbereich etwa bis zu der Stelle weiter verlängert, an der heute das Hagendenkmal steht. Diese Eisenbahninfrastruktur gehörte der Stadt Woms. Hier wurde bis 1894 noch mit Pferden rangiert.
Ab 1890 wurde der Wormser Hafen in Folge der Rheinbegradigung um- und ausgebaut, die Gleise der Hafenbahn wurden in beide Richtungen entlang des Rheinufers verlängert und ein Abzweig errichtet, der entlang der Straße Nibelungenring verlief. Da die Hessische Ludwigsbahn nicht bereit war, die Hafenbahn zu betreiben, entschied sich die Stadtverordnetenversammlung der Stadt Worms am 17. Januar 1893 dafür, dass die Stadt selbst die Hafenbahn betreiben solle, beantragte deren Bau und Betrieb und erhielt am 22. April 1893 dafür die staatliche Konzession. Die Stadt beschaffte sofort eine Dampflokomotive und nahm den Betrieb auf. Die ersten 10 eigenen Güterwagen wurden am 2. Juni 1893 gekauft. Die Stadt errichtete auch einen Lokomotivschuppen. Am 22. April 1893 ging diese erweiterte Wormser Hafenbahn in Betrieb. Zahlreiche Unternehmen, die sich entlang des Rheinufers angesiedelt hatten, erhielten einen Gleisanschluss.
1896 nahm auch die südlichste Verlängerung der Hafenbahn, die so genannte „Buschbahn“, ein Anschlussgleis für die Rheinischen Ziegelwerke am Oberen Busch, seinen Betrieb auf, im Norden reichte die Strecke bis zur Mündung der Pfrimm in den Rhein. Die Hafenbahn hatte damit eine Streckenlänge von mehr als 20 km. Hochbetrieb herrschte jährlich im Herbst, wenn die Zuckerrübenernte aus dem Hinterland von Worms mit der Bahn zum Verladen auf Rheinschiffe angefahren wurde.
Von 1897 bis 1914 bestanden Bestrebungen die Hafenbahn nach Norden bis Rheindürkheim zu verlängern und letzteres so direkt per Eisenbahn mit Worms zu verbinden. Rheindürkheim besaß einen Eisenbahnanschluss nach Osthofen, wo nach Woms entweder umgestiegen werden oder die Lokomotive umgespannt werden musste. Diese Streckenverlängerung, die in Konkurrenz zur parallel verlaufenden Bahnstrecke Mainz–Mannheim getreten wäre, wurde jedoch von der Staatsbahn verhindert.
Mit der Eröffnung der Eisenbahnbrücke über den Rhein im Jahr 1900 wurde der Anschluss der Hafenbahn an die Staatsbahn über den Zufahrtsdamm zur neuen Brücke geführt, die alte Verbindung aufgegeben. Der Personenverkehr auf der Hafenbahn wurde zum 2. Januar 1901 eingestellt.
1913 wurde ein neuer Lokschuppen für sechs Lokomotiven mit einer Erweiterungsmöglichkeit auf 13 Lokomotiven gebaut. Zu diesem Zeitpunkt hatte die Hafenbahn ihre größte Ausdehnung. 1924 hatte die Hafenbahn sechs Lokomotiven und 69 Mitarbeiter.
Am 10. Februar 1914 wurde „mit Eintritt der Dunkelheit“ die Einfahrt der Hafenbahn in den Wormser Hauptbahnhof mit einem neuen „Doppellichtvorsignal“ gesichert, das dem heute noch gebräuchlichen Modell des Formsignals entsprach.
Zum 1. Oktober 1917 wurde in Worms-Hafen eine selbständige Güterabfertigung errichtet.

### Transportvolumen
| Jahr | Tonnen    |
| ---- | --------- |
| 1893 | 039.790   |
| 1900 | 0554.323  |
| 1914 | 0663.445  |
| 1917 | 1.135.666 |
| 2002 | 0120.000  |

Befördert wurden vor allem Steinkohle, Baumaterialien, Getreide, Tierhäute für die Wormser Lederindustrie und Zuckerrüben für die Zuckerfabrik.

### Rückbau
1945 gab es bei der Hafenbahn noch drei Lokomotiven und 81 Wagen. Von den Fahrzeugen war ein Teil jedoch wegen Kriegsschäden nicht einsetzbar. Die drei Dampflokomotiven wurden zwischen 1955 und 1957 durch zwei Diesellokomotiven ersetzt. Nach dem Zweiten Weltkrieg verringerte sich das Frachtaufkommen und der Betrieb schrumpfte. Um 1955 wurde die Buschbahn abgebaut, das Gleis am Nibelungenring 1966 oder 1967, als es dem Ausbau der L523 / B9 im Weg war. Andererseits wurde noch 1960 die Hafenbahn 600 Meter nach Norden verlängert und dort die Firma Grace angeschlossen. Procter & Gamble erhielt 1961 einen Gleisanschluss und noch in den 1970er Jahren arbeitete die Hafenbahn im Dreischicht-Betrieb. 1964 wurde ein Großteil der Güterwagen verkauft. Nach der Schließung der Zuckerfabrik 1975 ging das Frachtaufkommen um 50 Prozent zurück. Ein Teil der Eisenbahninfrastruktur wurden daraufhin stillgelegt.

## Gegenwart

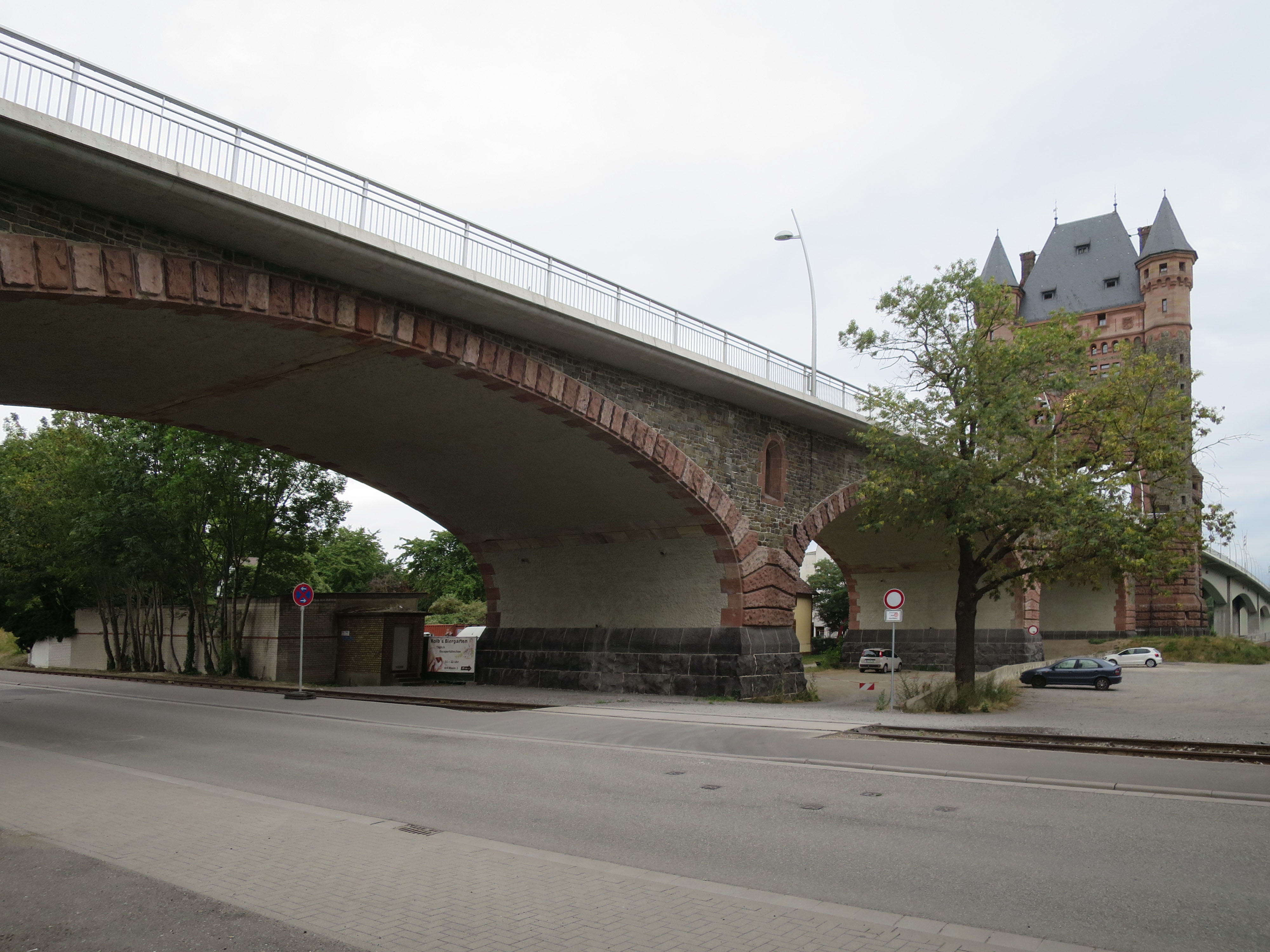
Gleis der Hafenbahn unter der Vorlandbrücke der Nibelungenbrücke Worms

2002 hatte sie noch sieben Kilometer Streckenlänge. Damals lag die Betriebsführung bei der Unisped GmbH (seit 2006: Rhenus Rail St. Ingbert). Für das neu angelegte Containerterminal am Handelshafen wurden stillgelegte Gleise reaktiviert und die Eisenbahninfrastruktur erneuert.
Heute gehört die Eisenbahninfrastruktur der Hafenbetriebe Worms GmbH. Sie ist aufgrund § 2 Abs. 1 AEG ein öffentliches, privatrechtlich organisiertes Unternehmen, das die Serviceeinrichtung „Hafenbahn Worms“ nach BOA als Eisenbahninfrastrukturunternehmen betreibt und sie Eisenbahnverkehrsunternehmen (EVU), die diese nutzen wollen, zur Verfügung stellt. Das Gleisnetz erstreckt sich über 21 Kilometer und liegt zwischen der Hafenstraße und dem Rhein. Es erstreckt sich vom Anschlussgleis der Evonik bis zu dem der Firma Röchling. Es gibt eine Lokhalle, eine Werkstatt und eine Tankstelle.
Die Hafenbahn führt seit 2005 keine eigenen Zugfahrten mehr durch. Die Betriebsführung liegt heute bei der Wincanton Rail GmbH. Diese nutzt den Hafen als Verteilungspunkt für Güterzüge. Seit November 2003 werden täglich Container mit der Bahn nach Rotterdam befördert. Des Weiteren wird die Hafenbahn von anderen Eisenbahnverkehrsunternehmen zum Abstellen von Fahrzeugen genutzt. Aufgrund der relativ hohen Kosten für die Infrastruktur ist der Betrieb der Hafenbahn dauerhaft defizitär.